# Kožuch
Il Kožuch (in russo  Кожух?, nell'alto corso Большой Кожух, Grande Kožuch) è un fiume della Russia siberiana occidentale, affluente di sinistra della Kija. Scorre nei rajon Tjažinskij, Tisul'skij e Čebulinskij dell'oblast' di Kemerovo. Appartiene al bacino dell'Ob' superiore (sottobacino del Čulym).
Il fiume scorre brevemente verso nord-ovest e nord, riceve da sinistra il Severnyj Kožuch (Kožuch Settentrionale, lungo 49 km) e poi si dirige in direzione nord-est fino a sfociare nel fiume Kija a 351 km dalla foce. Ha una lunghezza di 144 km e il suo bacino è di 2 000 km². Il fiume è poco profondo e roccioso.